# Богдановицький міський округ
Богдано́вицький міський округ (рос. Богдановичский городской округ) — адміністративна одиниця Свердловської області Російської Федерації.
Адміністративний центр — місто Богданович.

## Населення
Населення міського округу становить 45879 осіб (2018; 47027 у 2010, 50898 у 2002).

## Склад
До складу міського округу входять 41 населений пункт, які утворюють 14 територіальних відділів адміністрації:
| Населений пункт                        | Населення, осіб (2002) | Населення, осіб (2010) |
| -------------------------------------- | ---------------------- | ---------------------- |
| Байнівський територіальний відділ      |                        |                        |
| Альошина, присілок                     | 8                      | 14                     |
| Байни, село                            | 2705                   | 2562                   |
| Верхня Полднева, присілок              | 270                    | 161                    |
| Октябрина, присілок                    | 175                    | 117                    |
| Піджуково, присілок                    | 0                      | -                      |
| Полдневий, селище                      | 1182                   | 1094                   |
| Щипачі, село                           | 216                    | 149                    |
| Барабинський територіальний відділ     |                        |                        |
| Бараба, село                           | 1277                   | 1153                   |
| Кулики, село                           | 101                    | 113                    |
| Орлова, присілок                       | 46                     | 41                     |
| Богдановицький територіальний відділ   |                        |                        |
| Богданович, місто                      | 32856                  | 30670                  |
| Волковський територіальний відділ      |                        |                        |
| Волковське, село                       | 749                    | 675                    |
| Щипачі, присілок                       | 1                      | 4                      |
| Гарашкінський територіальний відділ    |                        |                        |
| Гарашкінське, село                     | 839                    | 608                    |
| Дубровний, хутір                       | 9                      | 0                      |
| Сувори, село                           | 201                    | 98                     |
| Грязновський територіальний відділ     |                        |                        |
| Грязновська, селище                    | 130                    | 104                    |
| Грязновське, село                      | 1596                   | 1486                   |
| Красний Маяк, селище                   | 227                    | 228                    |
| Чудова, присілок                       | 3                      | 12                     |
| Ільїнський територіальний відділ       |                        |                        |
| Ільїнське, село                        | 949                    | 780                    |
| Черданці, присілок                     | 5                      | 8                      |
| Каменноозерський територіальний відділ |                        |                        |
| Каменноозерське, село                  | 640                    | 533                    |
| Коменський територіальний відділ       |                        |                        |
| Кашина, присілок                       | 125                    | 147                    |
| Коменки, село                          | 987                    | 900                    |
| Кондратьєва, присілок                  | 29                     | 38                     |
| Поповка, присілок                      | 5                      | 11                     |
| Прищаново, присілок                    | 516                    | 432                    |
| Кунарський територіальний відділ       |                        |                        |
| Білейка, присілок                      | 253                    | 276                    |
| Білейський Рибопитомник, присілок      | -                      | -                      |
| Кунарське, село                        | 749                    | 733                    |
| Куртугуз, селище                       | 4                      | 0                      |
| Мельохіна, присілок                    | 118                    | 81                     |
| Тигіський територіальний відділ        |                        |                        |
| Бикова, присілок                       | 283                    | 315                    |
| Тигіш, село                            | 949                    | 943                    |
| Троїцький територіальний відділ        |                        |                        |
| Луч, селище                            | 33                     | 28                     |
| Сосновський, селище                    | 15                     | 14                     |
| Троїцьке, село                         | 1723                   | 1710                   |
| Чорнокоровський територіальний відділ  |                        |                        |
| Дубровний, селище                      | 17                     | 14                     |
| Паршина, присілок                      | 131                    | 103                    |
| Розкатіха, присілок                    | 128                    | 96                     |
| Чорнокоровське, село                   | 648                    | 576                    |

- 22 листопада 2004 року був ліквідований присілок Піджуково[7].
- 9 листопада 2011 року був утворений присілок Білейський Рибопитомник[8].

## Найбільші населені пункти
| № | Населений пункт | Населення, осіб (2002) | Населення, осіб (2010) |
| - | --------------- | ---------------------- | ---------------------- |
| 1 | Богданович      | 32 856                 | 30 670                 |
| 2 | Байни           | 2 705                  | 2 562                  |
| 3 | Троїцьке        | 1 723                  | 1 710                  |
| 4 | Грязновське     | 1 596                  | 1 486                  |
| 5 | Бараба          | 1 277                  | 1 153                  |
| 6 | Полдневий       | 1 182                  | 1 094                  |